# Anthony Davidson
Anthony Denis Davidson (født 18. april 1979 i Hemel Hempstead, England) er en engelsk racerkører, der indtil holdet trak sig efter det spanske Grand Prix i 2008, kørte for Super Aguri-teamet i Formel 1. Davidson har desuden kørt for andre hold i tidligere sæsoner, og står (pr. juli 2008) noteret for 24 Grand Prix'er uden at have opnået hverken sejre eller podieplaceringer.